# Walter Savitch
Walter John Savitch, né le 21 février 1943 et mort le 1er février 2021, est professeur et chercheur en informatique et informatique théorique. Il est surtout connu pour le théorème de Savitch (Savitch 1970), en théorie de la complexité qui précise les relations entre les classes en espace utilisant des machines de Turing déterministes et celles utilisant du non-déterminisme. En particulier ce théorème donne l'égalité PSPACE=NPSPACE.
Savitch a obtenu son doctorat (PhD) de mathématiques à l'université de Berkeley en 1969, sous la direction de Stephen Cook. Il est professeur émérite à l'UCSD.